# 알프스 스키장
알프스 스키장 또는 알프스리조트는 한국 강원도 고성군 간성읍에 위치한 스키장이다. 현재는 휴장 상태로 재개장 여부는 알려지지 않았다.

## 같이 보기
- 한국의 스키장 일람